# توانش زبانی
توانش زبانی (انگلیسی: Linguistic competence) دانش ناخودآگاه سخنگویان یک زبان دربارهٔ آواها، معانی و نحو آن است.

## زبان‌شناسی
زبان شناسان به توصیف دانش زبانی سخنگویان زبان علاقمندند. دانشی که سخنگویان را قادر می‌سازد تا کلیهٔ گفته‌های واقعی ممکن در زبان خود را تولید و درک کنند.
زبان یک پدیدهٔ ذهنی است پیکره ای از دانش مربوط به آواها، معانی و نحو که در ذهن جای دارد.

## دانش زبانی
مطابق دیدگاه نوآم چامسکی بخش اصلی دانش زبانی ما به لحاظ ژنتیکی معین شده‌است، بنابراین قوه زبان ذاتی بوده و این دانش ناآگاهانه یا ضمنی (tacit) در بنیان توانایی ما برای سخن گفتن نهفته‌است.
به باور او کاربرد زبان ناشی از نوعی دانش ضمنی است که کاربر عادی زبان برخلاف زبان‌شناس نه به آن دسترسی آگاهانه دارد و نه قادر است در صورت لزوم آن را برای دیگری بیان کند.
دانش زبانی همیشه توسط کاربرد زبان دقیقاً منعکس نمی‌شود. بدین علت است که زبان شناسان ترجیح می‌دهند که بین «توانش» و «کنش» تمایز قائل شوند.

## توانش زبانی
توانش زبان دانش ناخودآگاه سخنگویان یک زبان دربارهٔ آواها، معانی و نحو آن است.

## کنش زبانی
کنش زبانی رفتار زبانی واقعی است؛ یعنی، کاربرد زبان در زندگی روزمره.

## تمایز بین توانش و کنش
ایجاد تمایز بین توانش و کنش مهم است؛ زیرا حاکی از تفاوت عمده ای است که بین برداشت زبانشناس از مطالعهٔ زبان و برداشت دانشمندان تعلیم و تربیت، روان‌شناسی، جامعه‌شناسی، تدریس زبان خارجی و رشته‌های مشابه از زبان وجود دارد.
زبان‌شناس در درجهٔ اول علاقه به توانش زبانی دارد؛ یعنی، پیکره ای از دانش که کنش زبانی را تحقق می‌بخشد. دانشمندان سایر رشته‌ها معمولاً به کنش زبانی توجه دارند؛ یعنی، به کاربرد زبان.
هر موردی از کنش زبانی طبعاً مستلزم داشتن دانش زبانی از سوی گوینده یا شنونده است. اما کنش زبانی عوامل غیر زبانی را نیز در بر می‌گیرد. میزان تندرستی شخص، حالت عاطفی، حافظه و حوزهٔ توجه وی، موضوع و بافت موقعیتی، اینها همه عواملی هستند که به همراه بسیاری از عوامل دیگر استفادهٔ شخص از زبان را تحت الشعاع قرار می‌دهند.
ازاین رو مطالعهٔ کنش زبان بی‌اندازه پیچیده می‌نماید. پیش از اینکه پژوهش گر بتواند نوع کاربرد را توجیه نماید، باید حقایق بسیار گوناگونی را روشن سازد.
زبان‌شناس امیدوار است که با جداسازی «توانش زبانی» از سایر عوامل مؤثر در کنش، بتواند شالودهٔ اصلی کنش را بدون دخالت دادن عوامل خارجی مؤثر در کاربرد زبانی توجیه کند.

## ابن خلدون
تفکرات زبان شناختی «عبدالرحمن بن خلدون» مدرن و نوین است و وی مبتکر و پیشگام نظریه «توانش زبانی» است.

## توانش زبانی و هوش
توانش زبانی بهتر نشانه یا یکی از نشانه‌های هوش برتر است.
یکی از راه‌هایی که برای اندازه‌گیری عامل زبانی هوش مورد استفاده قرار می‌گیرد و به واژگان زبان مربوط می‌شود میزان سهولت در به یادآوردن نام اشیاء یا در به یاد آوردن واژه مناسب برای مفاهیم است.
برای آزمودن سهولت در یادآوری نام اشیاء می‌توان شکل اشیاء را داد و نام آنها را سؤال کرد یا شرح یا وصف اشیاء را داد و نام آنها را پرسید. آشکار است که به یاد آوردن نام شیء از روی وصف کاری دشوارتر است. و حقیقت اصیل این است که جهانِ در دسترسی که در ذهن داریم صرفاً توصیفی از جهان است، توصیفی که از لحظه زادن به انسان تحمیل شده‌است.